# Oleg Dombrovschi
Oleg Dombrovschi (n. 18 februarie 1919, Orhei, Basarabia – d. anii 2010, România) a fost un veteran de război român supraviețuitor al lagărelor de exterminare sovietice și al închisorilor regimului comunist din România.
După trei ani de război și șapte ani de prizonierat în 32 de lagăre sovietice, a petrecut încă șase ani în pușcăriile comuniste din România. În 1958 a fost arestat și condamnat la 15 ani de închisoare. A fost eliberat mai devreme, în 1964, an de grație pentru deținuții politici.